# Mills Brothers
I Mills Brothers sono un gruppo vocale jazz e pop statunitense, nato nel 1928 e tuttora in attività attraverso i suoi eredi musicali.
Al suo attivo più di 2.000 incisioni, 50 milioni di dischi venduti e almeno tre dozzine di dischi d'oro. Nel 1998 è stato ammesso alla Vocal Group Hall of Fame.

## Storia del gruppo
Il gruppo era composto originariamente da quattro fratelli afroamericani, nati a Piqua (Ohio): John Jr. (19 ottobre 1910 - 23 gennaio 1936) basso e chitarra,  Herbert (2 aprile 1912 - 12 aprile 1989) tenore, Harry (19 agosto 1913 - 28 giugno 1982) baritono e Donald Mills (29 aprile 1915 - 13 novembre 1999) tenore solista.
Il padre, John Sr., aveva costituito in precedenza un gruppo vocale di musica "barbershop" (un tipo particolare di musica "a cappella"), dal nome "Four Kings of Harmony". La madre, Ethel, si era dedicata alla musica operistica, nel genere chiamato opera buffa. I fratelli cominciarono a loro volta a esibirsi nei cori di alcune chiese di Piqua, e successivamente alla "Piqua's Mays Opera House", creando il loro inconfondibile stile, basato sull'imitazione vocale degli strumenti dell'orchestra: John imitava la tuba, Harry la tromba, Herbert la seconda tromba e Donald il trombone. L'idea nacque casualmente quando Harry, avendo perso il suo strumento, denominato kazoo, cominciò a imitare la tromba con le mani a coppa sulla bocca.
Nel 1928 si esibirono alla WLW, una radio di Cincinnati, e nel 1930 cantarono alla CBS Radio di New York; effettuarono la loro prima registrazione con la Brunswick Records, mentre nel 1934 cominciarono a incidere per la Decca. 
Nel 1932 iniziarono le loro partecipazioni cinematografiche, con "The Big Broadcast".
Nel 1936 John Jr. morì per le conseguenze di una polmonite, e i fratelli pensarono di sciogliere il gruppo ma, dietro consiglio della madre, proseguirono l'attività: il padre, John Sr., sostituì John Jr., e al complesso si unì Norman Brown come chitarrista.
Nel 1943 il disco Paper Doll raggiunge la prima posizione nella Billboard Hot 100 per 12 settimane, fino ad oggi ha venduto 11 milioni di copie e nel 1998 ha vinto in Grammy Hall of Fame Award.
Nel 1944 il disco You Always Hurt the One You Love raggiunse la prima posizione nella Billboard Hot 100 per cinque settimane.
Nel 1957 John Sr., all'età di 68 anni, lasciò il gruppo, che proseguì come trio.
Nel 1976, in occasione del cinquantesimo anniversario di attività, i Mills Brother si esibirono al Dorothy Chandler Pavilion di Los Angeles, presentati da Bing Crosby. Successivamente, dopo la scomparsa di Herbert nel 1989, e di Donald nel 1999, il complesso proseguì la sua attività con John III, figlio di Donald, cui si unì Elmer Hopper, che aveva cantato con i Platters. Nel 1998 il gruppo ottenne il "Grammy Award alla carriera".

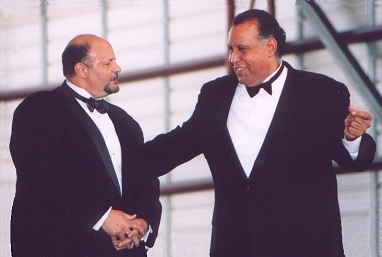
The Mills Brothers in concerto, marzo 2005.
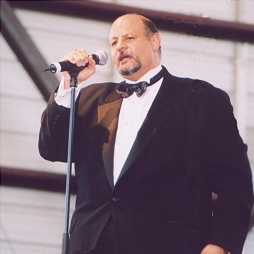
John Mills, figlio e nipote dei membri del gruppo originale.
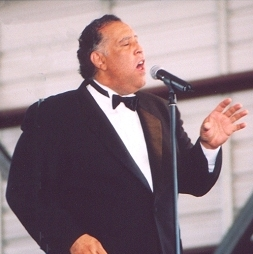
Elmer Hopper, che ha cantato per 21 anni con i Platters.

## Discografia

### Dischi singoli
| Anno | Titolo                                                                 | Posizione | Posizione | Posizione | Posizione | Posizione  |
| Anno | Titolo                                                                 | US        | US R&B    | US AC     | UK        | US Country |
| ---- | ---------------------------------------------------------------------- | --------- | --------- | --------- | --------- | ---------- |
| 1931 | "Tiger Rag/Nobody's Sweethear"                                         | 1         |           |           |           |            |
| 1931 | "Gems From George White's Scandals"(Con Bing Crosby & Boswell Sisters) | 3         |           |           |           |            |
| 1932 | "Dinah"(Con Bing Crosby)                                               | 1         |           |           |           |            |
| 1932 | "Can't We Talk It Over?"(Con Bing Crosby)                              | 10        |           |           |           |            |
| 1932 | "You Rascal, You"                                                      | 3         |           |           |           |            |
| 1932 | "Baby, Won't You Please Come Home"                                     | 20        |           |           |           |            |
| 1932 | "I Heard"                                                              | 3         |           |           |           |            |
| 1932 | "Good-bye, Blues"                                                      | 4         |           |           |           |            |
| 1932 | "Rockin' Chair"                                                        | 4         |           |           |           |            |
| 1932 | "Shine"(Con Bing Crosby)                                               | 7         |           |           |           |            |
| 1932 | "Chinatown, My Chinatown"                                              | 10        |           |           |           |            |
| 1932 | "St. Louis Blues"                                                      | 2         |           |           |           |            |
| 1932 | "Sweet Sue"                                                            | 8         |           |           |           |            |
| 1932 | "Bugle Call Rag"                                                       | 2         |           |           |           |            |
| 1932 | "It Don't Mean a Thing (If It Ain't Got That Swing)"                   | 7         |           |           |           |            |
| 1934 | "I Found a New Baby"                                                   | 19        |           |           |           |            |
| 1934 | "Swing It, Sister"                                                     | 2         |           |           |           |            |
| 1934 | "Money In My Pockets"                                                  | 12        |           |           |           |            |
| 1934 | "Sleepy Head"                                                          | 2         |           |           |           |            |
| 1937 | "Dedicated To You"(Con Ella Fitzgerald)                                | 19        |           |           |           |            |
| 1937 | "Big Boy Blue"(Con Ella Fitzgerald)                                    | 20        |           |           |           |            |
| 1937 | "Darling Nelly Gray"(Con Louis Armstrong)                              | 19        |           |           |           |            |
| 1938 | "Flat Foot Floogee"(Con Louis Armstrong)                               | 19        |           |           |           |            |
| 1938 | "Sixty Seconds Got Together"                                           | 8         |           |           |           |            |
| 1939 | "Sweet Adeline"                                                        | 10        |           |           |           |            |
| 1939 | "You Tell Me Your Dreams, I'll Tell You Mine"                          | 14        |           |           |           |            |
| 1940 | "Old Black Joe"                                                        | 30        |           |           |           |            |
| 1940 | "W.P.A."(Con Louis Armstrong)                                          | 26        |           |           |           |            |
| 1942 | "Paper Doll"                                                           | 20        |           |           |           |            |
| 1943 | "Paper Doll"(re-entry)                                                 | 1         | 2         |           |           |            |
| 1943 | "I'll Be Around"                                                       | 17        |           |           |           |            |
| 1944 | "You Always Hurt the One You Love"                                     | 1         | 5         |           |           |            |
| 1944 | "Till Then"                                                            | 8         | 1         |           |           |            |
| 1945 | "I Wish"                                                               | 6         | 4         |           |           |            |
| 1945 | "Put Another Chair At the Table"                                       | 14        | 4         |           |           |            |
| 1946 | "Don't Be a Baby, Baby"                                                | 12        | 3         |           |           |            |
| 1946 | "I Don't Know Enough About You"                                        | 7         |           |           |           |            |
| 1946 | "There's No One But You"                                               | 22        |           |           |           |            |
| 1946 | "I Guess I'll Get the Papers and Go Home"                              | 12        |           |           |           |            |
| 1947 | "Across the Alley From the Alamo"                                      | 2         | 2         |           |           |            |
| 1947 | "Dream, Dream, Dream"                                                  |           | 5         |           |           |            |
| 1947 | "Oh! My Achin' Heart"                                                  | 21        |           |           |           |            |
| 1947 | "When You Were Sweet Sixteen"                                          | 15        |           |           |           |            |
| 1948 | "Manana (Is Soon Enough For Me)"                                       |           | 10        |           |           |            |
| 1948 | "S-H-I-N-E"                                                            |           | 10        |           |           |            |
| 1948 | "Gloria"                                                               | 17        |           |           |           |            |
| 1949 | "I Love You So Much It Hurts Me"                                       | 8         | 8         |           |           |            |
| 1949 | "I've Got My Love To Keep Me Warm"                                     | 9         |           |           |           |            |
| 1949 | "Someday (You'll Want Me To Want You)"                                 | 5         |           |           |           |            |
| 1949 | "Who'll Be the Next One (To Cry Over You)"                             | 24        |           |           |           |            |
| 1950 | "Daddy's Little Girl"                                                  | 5         |           |           |           |            |
| 1950 | "Nevertheless (I'm In Love With You)"                                  | 4         |           |           |           |            |
| 1952 | "Be My Life's Companion"                                               | 7         |           |           |           |            |
| 1952 | "The Glow-Worm"                                                        | 1         |           |           | 10        |            |
| 1952 | "Lazy River"                                                           | 22        |           |           |           |            |
| 1953 | "Twice As Much"                                                        | 14        |           |           |           |            |
| 1953 | "Say Si Si"                                                            | 12        |           |           |           |            |
| 1953 | "Pretty Butterfly"                                                     | 21        |           |           |           |            |
| 1953 | "Who Put the Devil In Evelyn's Eyes"                                   | 23        |           |           |           |            |
| 1953 | "The Jones Boy"                                                        | 15        |           |           |           |            |
| 1954 | "She Was Five and He Was Ten"                                          | 27        |           |           |           |            |
| 1954 | "You Didn't Want Me When You Had Me (So Why Do You Want Me Now)"       | 22        |           |           |           |            |
| 1954 | "A Carnival In Venice"                                                 | 26        |           |           |           |            |
| 1954 | "How Blue?"                                                            | 25        |           |           |           |            |
| 1955 | "Suddenly There's a Valley"                                            | 45        |           |           |           |            |
| 1956 | "All the Way 'Round the World"                                         | 63        |           |           |           |            |
| 1956 | "Standing On the Corner"                                               | 57        |           |           |           |            |
| 1957 | "Queen of the Senior Prom"                                             | 39        |           |           |           |            |
| 1958 | "Get a Job"                                                            | 21        |           |           |           |            |
| 1959 | "Yellow Bird"                                                          | 70        |           |           |           |            |
| 1968 | "Cab Driver"                                                           | 23        |           | 3         |           |            |
| 1968 | "My Shy Violet"                                                        | 73        |           | 4         |           |            |
| 1968 | "The Ol' Race Track"                                                   | 83        |           | 16        |           |            |
| 1969 | "The Jimtown Road"                                                     |           |           | 13        |           |            |
| 1970 | "It Ain't No Big Thing"                                                |           |           |           |           | 64         |

## Curiosità
Un gruppo ispirato ai Mills Brothers è quello italiano noto come "Mida Quartet", attivo dal 1936 al 1946, cui partecipò Roberto Murolo prima di iniziare la carriera di solista.